# Burghezul gentilom

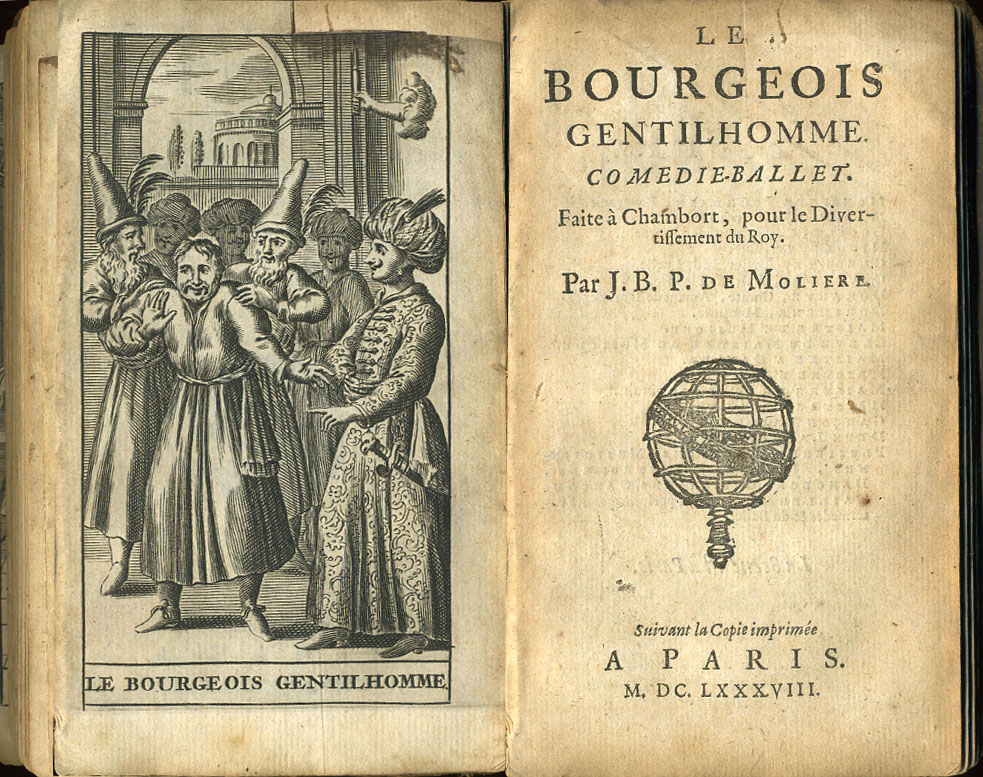
Frontispiciu și pagina de titlu al ediției din 1688

Burghezul gentilom (în franceză Le Bourgeois gentilhomme) este o comedie-balet⁠(d) în cinci acte - o piesă de teatru amestecată cu muzică, dans și cântece - scrisă de Molière. A avut premiera la 14 octombrie 1670 în fața curții lui Ludovic al XIV-lea la Castelul Chambord, fiind interpretată de către trupa de actori a lui Molière. Spectacolele publice ulterioare au avut loc la teatrul Palais-Royal⁠(d) începând cu 23 noiembrie 1670. Muzica a fost compusă de Jean-Baptiste Lully, coregrafia a fost creată de Pierre Beauchamp⁠(d), decorurile de Carlo Vigarani⁠(d), iar costumele au fost realizate de Laurent d'Arvieux⁠(d).
Le Bourgeois gentilhomme satirizează încercările de ascensiune socială și personalitatea burgheză, bătându-și joc atât de clasa de mijloc vulgară, pretențioasă, cât și de aristocrația zadarnică și snobă. Titlul este înțeles ca un oximoron: în Franța lui Molière, un „gentilom” (gentleman) s-a născut nobil prin definiție și, prin urmare, nu putea exista așa ceva ca un gentilom burghez. Piesa este în proză (cu excepția deschiderilor de balet care sunt în versuri).

## Rezumat
Piesa are loc în casa domnului Jourdain din Paris. Jourdain este un „burghez” de vârstă mijlocie al cărui tată s-a îmbogățit ca negustor de materiale textile. Caraghiosul Jourdain are acum un singur scop în viață și anume să se ridice deasupra clasei de mijloc și să fie acceptat ca un aristocrat. În acest scop, comandă haine noi splendide și este foarte fericit când băiatul croitorului i se adresează batjocoritor cu „Domnul meu”. În ciuda vârstei sale, el dorește să învețe diverse arte „aristocratice” ca scrima, dansul, muzica și filosofia; făcând acest lucru, reușește continuu să se prostească, spre dezgustul profesorilor săi pe care i-a angajat. Lecția sa de filozofie devine o lecție de bază despre limbă în care este surprins și încântat să afle că a vorbit toată viața în proză fără să știe.
Madame Jourdain, soția sa inteligentă, observă că acesta se prostește și îl îndeamnă să se întoarcă la viața sa anterioară din clasa de mijloc și să uite tot ce a învățat. Un nobil fără bani, Dorante, s-a întovărășit singur cu domnul Jourdain. Îl disprețuiește în secret pe Jourdain, dar îi măgulește visele aristocratice. De exemplu, spunându-i lui Jourdain că i-a menționat numele în fața regelui la Versailles, îl face pe Jourdain să-i plătească datoriile. Visele lui Jourdain de a face parte din clasa superioară merg tot mai sus. El visează să se căsătorească cu o marchiză, Dorimène, și s-o căsătorească pe fiica sa, Lucille, cu un nobil. Dar Lucille este îndrăgostită de Cléonte, un bărbat din clasa de mijloc. Desigur, domnul Jourdain nu este de acord ca Lucille să se căsătorească cu Cléonte.
Mai departe, Cléonte, cu ajutorul valetului său Covielle și a doamnei Jourdain, se deghizează și se prezintă în fața lui Jourdain ca fiul sultanului Turciei. Jourdain este foarte mulțumit că fiica sa se căsătorește cu un membru al regalității străine. Este și mai încântat când „prințul turc” îl anunță că, deoarece este tatăl miresei, va fi și el înnobilat oficial la o ceremonie specială. Piesa se încheie cu această ceremonie ridicolă și cu un balet.

## Performanțe
Producția originală a reunit cei mai buni actori și muzicieni ai vremii. Molière a jucat rolul lui Monsieur Jourdain, îmbrăcat în culori strălucitoare împodobite cu dantelă argintie și pene multicolore; André Hubert a interpretat-o pe Madame Jourdain (travesti); Mlle de Brie a jucat-o pe Dorimène; Armande Béjart a jucat-o pe Lucile; iar compozitorul Jean-Baptiste Lully a fost muftiul în ultimul act, Cérémonie des Turcs.
Le Bourgeois gentilhomme reflecta tendința reală de atunci pentru les turqueries, toate lucrurile legate de Imperiul Otoman. Lucrarea a fost inspirată de scandalul provocat de ambasadorul turc Suleiman Aga⁠(d) care, la vizitarea curții lui Ludovic al XIV-lea în 1669, a afirmat superioritatea curții otomane față de cea a Regelui Soare.
Prima reprezentație a piesei Der Bürger als Edelmann, o versiune germană a piesei, a avut loc la 25 octombrie 1912, ca o adaptare⁠(d) de Hugo von Hofmannsthal cu muzică de scenă compusă de Richard Strauss. Elementele de turquerie au fost înlocuite cu opera Ariadne auf Naxos⁠(d), compusă de Strauss pe un libret de Hofmannsthal, în care cerințele excentrice ale lui Jourdain au determinat-o pe Ariadne să fie părăsită pe o insulă pustie, unde se afla din întâmplare o trupă de comedia dell'arte. Producția a fost regizată de Max Reinhardt. Combinația dintre piesa de teatru și operă s-a dovedit problematică. Hofmannsthal a creat o versiune revizuită a piesei, restabilind elementele turcherie și înlăturând opera Ariadne auf Naxos. Strauss a compus și mai multă muzică de scenă, inclusiv pentru Lully. Între timp, spectacolului i s-a adăugat opera Ariadne în prolog separat și aceasta este forma în care este acum de obicei prezentată Ariadne.
George Balanchine a coregrafiat o serie de versiuni moderne, din anii 1930 până în anii 1970, folosind partitura lui Strauss. Prima versiune a fost interpretată în 1932 de Wassily de Basil⁠(d) și René Blum de la Compania Ballets Russes de Monte-Carlo, cu David Lichine și Tamara Toumanova în rolurile principale, cu decoruri de Alexandre Benois.

## Roluri
domnul Jourdain
un burghez
doamna Jourdain
soția lui
Lucile
fiica domnului Jourdain
Nicole
servitoarea lor
Cléonte
pretendent la mâna Lucilei
Covielle
Lacheul lui Cléonte și căruia îi place de Nicole
Dorante
Contele, pretendent la mâna marchizei Dorimène
Dorimène
marchiză, văduvă
Maestru de filozofie
Profesorul de muzică
Elevul profesorului de muzică
Profesorul de dans
Maestru de scrimă
Maistru croitor
Ucenic de croitor
Doi lachei
Clovnii regelui
Mulți muzicieni, bărbați și femei, instrumentiști, dansatori, bucătari, ucenici de croitor și alții sunt necesari la interludii.

## Adaptări radiofonice
În 1953, piesa a fost adaptată pentru Teatrul Național Radiofonic de George Teodorescu. Rolurile principale au fost interpretate de Alexandru Giugaru ca domnul Jourdain, Eugenia Popovici ca domna Jourdain, Mihai Berechet, Carmen Stănescu, Ion Lucian, Niky Atanasiu, Paul Sava și Valentin Teodorian.